# Городское поселение посёлок Сангар
Городско́е поселе́ние посёлок Сангар — муниципальное образование в Кобяйском улусе Якутии Российской Федерации.
Административный центр — пгт Сангар.

## История
Статус и границы городского поселения установлены Законом Республики Саха (Якутия) от 30 ноября 2004 года N 173-З N 353-III «Об установлении границ и о наделении статусом городского и сельского поселений муниципальных образований Республики Саха (Якутия)».

## Население
| 2010  | 2011  | 2012  | 2013  | 2014  | 2015  | 2016  |
| ----- | ----- | ----- | ----- | ----- | ----- | ----- |
| 4377  | ↗4639 | ↘4495 | ↘4376 | ↘4304 | ↗4318 | ↘4242 |
| 2017  | 2018  | 2019  | 2020  | 2021  |       |       |
| ↘4125 | ↘4061 | ↘3948 | ↘3878 | ↘3441 |       |       |

## Состав городского поселения
| № | Населённый пункт | Тип населённого пункта      | Население |
| - | ---------------- | --------------------------- | --------- |
| 1 | Авиапорт         | село                        | ↘152      |
| 2 | Сангар           | пгт, административный центр | ↗3270     |
| 3 | Смородичный      | село                        | →0        |